# Sultan bin Abdoel Aziz al-Saoed
Sultan bin Abdoel Aziz al-Saoed (Arabisch:صاحب السمو الملكي الأمير سلطان بن عبدالعزيز آل سعود) (Riyad, 1928 - New York, 22 oktober 2011) was kroonprins van Saoedi-Arabië. Hij werd net als zijn broers opgeleid aan het hof, maar ging nooit naar school. Prins Sultan werd in 1947 tot Gouverneur van Riyad benoemd. Hij werd Minister van Landbouw in 1953 en Minister van Communicatie in 1955. In deze tijd legde hij de spoorlijn tussen Damman en Riyad aan, naast veel wegen en andere verbindingen.

## Politieke carrière
Hij was sinds 1962 Minister van Defensie en Luchtvaart. In deze rol heeft Prins Sultan het leger van Saoedi-Arabië ontwikkeld. In 1982 werd hij door zijn broer koning Fahd benoemd tot Tweede Vice Eerste Minister, de positie die Fahd en koning Abdoellah beiden hadden voordat ze kroonprins werden. Na de dood van koning Fahd op 1 augustus 2005 werd hij kroonprins.
Hij was ook de inspecteur-generaal van het koninkrijk en voorzitter van Saudi Arabian Airlines.
Zijn zoon prins Bandar bin Sultan was ambassadeur van Saoedi-Arabië in de Verenigde Staten en zijn zoon prins Khalid bin Sultan was een belangrijke generaal tijdens de Golfoorlog van 1990-1991.
Hij werd in verband gebracht met het op grootschalige wijze ontvangen van smeergeld, zoals van British Aerospace
Hij is een van de Sudairi Seven, de zeven zonen van koning Abdoel Aziz al Saoed bij Hassa bint Ahmad Sudairi. Wijlen koning Fahd, wijlen kroonprins Nayef bin Abdoel Aziz al-Saoed, minister van Binnenlandse zaken, en prins Salman bin Abdoel Aziz al-Saoed, de Gouverneur van Riyad, zijn zijn broers.
Prins Sultan ontzegde de Verenigde Staten toegang tot Saoedische bases voor militaire doeleinden in Afghanistan na de aanslagen op 11 september 2001.
Op 15 augustus 2002 was hij een van de drie Saoedische prinsen die in de VS vervolgd werden voor hun vermeende financiële hulp aan de plegers van de terroristische aanslagen van 11 september 2001.
Zijn vermogen werd geschat op $270 miljard dollar. Na zijn dood werd de erfenis verdeeld over zijn zoons.

## Overlijden
Sultan bin Abdoel Aziz al-Saoed is op 22 oktober 2011 overleden in het Presbyterian Ziekenhuis in Manhattan, New York. In 2004 was bij hem darmkanker geconstateerd en vermoedelijk is hij daaraan overleden. Zijn uitvaart was in de Saoedische hoofdstad Riyad op 25 oktober 2011.
Sultan is als kroonprins opgevolgd door Nayef bin Abdoel Aziz al-Saoed.